# Communauté de communes du Pays du Sânon
La communauté de communes du Pays du Sânon est une communauté de communes française, située dans le département de Meurthe-et-Moselle dans la région Grand Est, faisant également partie du pays du Lunévillois.

## Historique
Le 1er janvier 1988, le « SIVOM du Sânon » est créé. 
Le 1er janvier 1998, il est remplacé par la « Communauté de communes du Pays du Sânon », par arrêté préfectoral du 24 décembre 1997.
Le 1er janvier 2017, la commune de Crévic quitte la communauté de communes pour rejoindre la communauté de communes des Pays du Sel et du Vermois.

## Territoire communautaire

### Composition
La communauté de communes est composée des 28 communes suivantes :

| Nom                      | Code Insee | Gentilé         | Superficie (km2) | Population (dernière pop. légale) | Densité (hab./km2) |
| ------------------------ | ---------- | --------------- | ---------------- | --------------------------------- | ------------------ |
| Einville-au-Jard (siège) | 54176      | Einvillois      | 16,98            | 1 062 (2022)                      | 63                 |
| Anthelupt                | 54020      | Antheluptois    | 7,82             | 442 (2022)                        | 57                 |
| Arracourt                | 54023      | Arracourtois    | 17,41            | 252 (2022)                        | 14                 |
| Athienville              | 54026      | Athienvillais   | 12,96            | 167 (2022)                        | 13                 |
| Bathelémont              | 54050      |                 | 6,6              | 69 (2022)                         | 10                 |
| Bauzemont                | 54053      |                 | 6,32             | 155 (2022)                        | 25                 |
| Bezange-la-Grande        | 54071      |                 | 17,24            | 166 (2022)                        | 9,6                |
| Bienville-la-Petite      | 54074      |                 | 1,83             | 37 (2022)                         | 20                 |
| Bonviller                | 54083      |                 | 5,04             | 180 (2022)                        | 36                 |
| Bures                    | 54106      | Buriens         | 5,74             | 65 (2022)                         | 11                 |
| Coincourt                | 54133      |                 | 7,99             | 121 (2022)                        | 15                 |
| Courbesseaux             | 54139      | Curvasalissiens | 6,32             | 388 (2022)                        | 61                 |
| Crion                    | 54147      |                 | 8,08             | 111 (2022)                        | 14                 |
| Deuxville                | 54155      | Deuxvillois     | 7,23             | 388 (2022)                        | 54                 |
| Drouville                | 54173      | Drouvillois     | 7,12             | 207 (2022)                        | 29                 |
| Flainval                 | 54195      | Flainvallois    | 3,61             | 161 (2022)                        | 45                 |
| Hénaménil                | 54258      |                 | 14,21            | 149 (2022)                        | 10                 |
| Hoéville                 | 54262      | Hoévillois      | 8,54             | 206 (2022)                        | 24                 |
| Juvrecourt               | 54285      |                 | 6,11             | 42 (2022)                         | 6,9                |
| Maixe                    | 54335      | Maixois         | 9,33             | 405 (2022)                        | 43                 |
| Mouacourt                | 54388      |                 | 8,5              | 75 (2022)                         | 8,8                |
| Parroy                   | 54418      | Parroyens       | 17,65            | 179 (2022)                        | 10                 |
| Raville-sur-Sânon        | 54445      |                 | 3,35             | 104 (2022)                        | 31                 |
| Réchicourt-la-Petite     | 54446      |                 | 5,5              | 63 (2022)                         | 11                 |
| Serres                   | 54502      |                 | 15,55            | 250 (2022)                        | 16                 |
| Sionviller               | 54507      | Sionvillois     | 6,74             | 99 (2022)                         | 15                 |
| Valhey                   | 54541      |                 | 6,23             | 160 (2022)                        | 26                 |
| Xures                    | 54601      | Xurois          | 6,98             | 92 (2022)                         | 13                 |

### Démographie
| 1968  | 1975  | 1982  | 1990  | 1999  | 2010  | 2015  | 2021  |
| ----- | ----- | ----- | ----- | ----- | ----- | ----- | ----- |
| 5 422 | 5 168 | 5 300 | 5 451 | 5 659 | 6 007 | 6 007 | 5 833 |

## Administration

### Siège
Le siège de la communauté de communes est situé à Einville-au-Jard.

### Les élus
Le conseil communautaire de la communauté de communes se compose de 40 conseillers, élus pour une durée de six ans.

Ils sont répartis comme suit :
| Nombre de conseillers | Communes                       |
| --------------------- | ------------------------------ |
| 8                     | Einville-au-Jard               |
| 3                     | Anthelupt                      |
| 2                     | Courbesseaux, Deuxville, Maixe |
| 1 (+1 suppléant)      | les 23 autres communes         |

### Présidence
| Période                                  | Période  | Identité       | Étiquette | Qualité |
| ---------------------------------------- | -------- | -------------- | --------- | --- |
| Les données manquantes sont à compléter. |          |                |           | |
| ?                                        | 2020     | Michel Marchal | DVD       | Maire de Bures (depuis 2001) Conseiller général du canton d'Arracourt (2004-2015) Conseiller départemental du Canton de Baccarat (depuis 2015) |
| 2020                                     | En cours | Jacques Lavoil |           | Conseiller municipal d'Einville-au-Jard |

### Régime fiscal et budget
Le régime fiscal de la communauté de communes est la fiscalité additionnelle sans fiscalité professionnelle de zone et sans fiscalité professionnelle sur les éoliennes.